# Campeonato Mundial de Atletismo Sub-18 de 2017
El X Campeonato Mundial de Atletismo Sub-18 se celebró en la ciudad de Nairobi (Kenia) del 12 al 16 de julio de 2017. La  sede principal de los eventos fue el Centro Deportivo Internacional Moi.

## Participantes
Participaron en el evento 801 atletas provenientes de 131 países afiliados a la Asociación Internacional de Federaciones de Atletismo. 427 compitieron en la rama masculina, y 374 en la rama femenina. También tomaron parte Atletas Neutrales Autorizados (ANA) y el Equipo de Atletas Refugiados (ART).

## Resultados

### Masculino
| Evento                                      | Oro                                    | Plata                                                 | Bronce                                      |
| ------------------------------------------- | -------------------------------------- | ----------------------------------------------------- | ------------------------------------------- |
| 100 m (12 de julio)                         | Tshenolo Lemao Sudáfrica 10,57         | Retshidisitswe Mlenga Sudáfrica 10,61                 | Tyreke Wilson Jamaica 10,65                 |
| 200 m (16 de julio)                         | Retshidisitswe Mlenga Sudáfrica 21,03  | Tshenolo Lemao Sudáfrica 21,12                        | Luis Brandner · Alemania · 21,23            |
| 400 m (14 de julio)                         | Antonio Watson Jamaica 46,59           | Daniel Williams Guyana 46,72                          | Colby Jennings Islas Turcas y Caicos 46,77  |
| 800 m (15 de julio)                         | Melese Nberet Etiopía 1:47,12          | Tolesa Bodena Etiopía 1:47,16                         | Japhet Kibiwott Toroitich Kenia 1:47,82     |
| 1500 m (14 de julio)                        | George Manangoi Kenia 3:47,53          | Abebe Dessassa Etiopía 3:48,65                        | Belete Mekonen Etiopía 3:50,64              |
| 3000 m (16 de julio)                        | Selemon Barega Etiopía 7:47,16         | Edward Zakayo Kenia 7:49,17                           | Stanley Waithaka Kenia 7:50,64              |
| 110 m vallas 91,4 cm (14 de julio)          | De'Jour Russell Jamaica 13,04 RC       | Hao-hua Lu China Taipéi 13,41                         | Thomas Wanaverbecq Francia 13,55            |
| 400 m vallas 84 cm (15 de julio)            | Sokwakhana Zazini Sudáfrica 49,27      | Moitalel Mpoke Naadokila Kenia 52,06                  | Baptiste Christophe Francia 52,21           |
| 2000 m obstáculos (16 de julio)             | Leonard Bett Kenia 5:32,52             | Cleophas Meyan Kenia 5:33,07                          | Alemu Kitessa Etiopía 5:42,10               |
| 10 000 m marcha (15 de julio)               | Zhang Yao China 41:12,01               | Salavat Ilkaev Atletas Neutrales Autorizados 41:24,17 | Dominic Ndingiti Kenia 41:25,78             |
| Salto de altura (15 de julio)               | Breyton Poole Sudáfrica 2,24           | Chima Ihenetu · Alemania · 2,14                       | Vladyslav Lavskyy · Ucrania · 2,11          |
| Salto con pértiga (16 de julio)             | Matthias Orban Francia 5,00            | Christos Tamanis Chipre 4,85                          | Illya Kravchenko · Ucrania · 4,70           |
| Salto de longitud (13 de julio)             | Maykel Vidal · Cuba · 7,88             | Lester Lescay · Cuba · 7,79                           | Andreas Bucsa · Rumania · 7,47              |
| Triple salto (14 de julio)                  | Jordan Díaz · Cuba · 17,30 MMS18       | Frixon Chila · Ecuador · 15,92                        | Arnovis de Jesús Dalmero · Colombia · 15,89 |
| Lanzamiento de peso 5 kg (13 de julio)      | Timo Northoff · Alemania · 20,72       | Mikhail Samuseu · Bielorrusia · 19,99                 | Jonathan de Lacey Lacey Sudáfrica 19,93     |
| Lanzamiento de disco 1.500 kg (15 de julio) | Claudio Romero · Chile · 64,33         | Oleksiy Kyrylin · Ucrania · 63,98                     | Morne Brandon Sudáfrica 58,34               |
| Lanzamiento de martillo 5 kg (14 de julio)  | Mykhaylo Kokhan · Ucrania · 82,31      | Damneet Singh India 74,20                             | Raphael Winkelvoss · Alemania · 71,78       |
| Lanzamiento de jabalina 700 g (13 de julio) | Liu Zhekai China 77,54                 | Johannes Schlebusch Sudáfrica 75,68                   | Song Qingshu China 73,64                    |
| Decatlón (13 de julio)                      | Steven Fauvel Clinch Francia 7559 pts. | Olegs Kozjakovs Letonia 7377 pts.                     | Leo Neugebauer · Alemania · 7204 pts.       |

- MMS18 - Mejor marca mundial sub-18.
- RC - Récord de campeonato.

### Femenino
| Evento                                      | Oro                                        | Plata                                   | Bronce                                                  |
| ------------------------------------------- | ------------------------------------------ | --------------------------------------- | ------------------------------------------------------- |
| 100 m (13 de julio)                         | Mizgin Ay Turquía 11,62                    | Magdalena Stefanowicz · Polonia · 11,62 | Kevona Davis Jamaica 11,67                              |
| 200 m (16 de julio)                         | Talea Prepens · Alemania · 23,51           | Jael Bestué · España · 23,61            | Mizgin Ay Turquía 23,76                                 |
| 400 m (14 de julio)                         | Barbora Malíková · República Checa · 52,74 | Mary Moraa Kenia 53,31                  | Giovana dos Santos · Brasil · 53,57                     |
| 800 m (16 de julio)                         | Jackline Wambui Kenia 2:01,46              | Lydia Jeruto Lagat Kenia 2:02,06        | Hirut Meshesha Etiopía 2:06,32                          |
| 1500 m (15 de julio)                        | Lemlem Hailu Etiopía 4:20,80               | Sindu Girma Etiopía 4:22,14             | Edina Jebitok Kenia 4:23,16                             |
| 3000 m (12 de julio)                        | Abersh Minsewo Etiopía 9:24,62             | Emmaculate Chepkirui Kenia 9:24,69      | Yitayish Mekonene Etiopía 9:28,46                       |
| 100 m vallas 76,2 cm (16 de julio)          | Britany Anderson Jamaica 12,72             | Cyrena-Samba Mayela Francia 12,80       | Daszay Freeman Jamaica 13,09                            |
| 400 m vallas (15 de julio)                  | Zeney van der Walt Sudáfrica 58,23         | Sanique Walker Jamaica 58,27            | Gisele Wender · Alemania · 59,17                        |
| 2000 m obstáculos (14 de julio)             | Caren Chebet Kenia 6:24,80                 | Mercy Chepkurui Kenia 6:26,10           | Etalemahu Sintayehu Etiopía 6:35,79                     |
| 5 000 m marcha (15 de julio)                | Glenda Morejón · Ecuador · 22:32,30        | Meryem Bekmez Turquía 22:32,79          | Elvira Khasanova Atletas Neutrales Autorizados 22:35,72 |
| Salto de altura (14 de julio)               | Yaroslava Mahuchikh · Ucrania · 1,92 RC    | Martyna Lewandowska · Polonia · 1,82    | Lavinja Jürgens · Alemania · 1,79                       |
| Salto con pértiga (15 de julio)             | Niu Chunge China 4,20                      | Leni Wildgrube · Alemania · 4,15        | Ana Airault Francia 4,10                                |
| Salto de longitud (16 de julio)             | Gong Luying China 6,37                     | Lea-Sophie Klik · Alemania · 6,30       | Diane Mouillac Francia 6,28                             |
| Triple salto (15 de julio)                  | Tan Qiujiao China 13,64                    | Aleksandra Nacheva Bulgaria 13,54       | Zulia Hernández · Cuba · 13,29                          |
| Lanzamiento de peso 3 kg (12 de julio)      | Selina Dantzler · Alemania · 17,64         | Yu Tianxiao China 17,62                 | Sun Yue China 17,59                                     |
| Lanzamiento de disco (14 de julio)          | Silinda Morales · Cuba · 52,89             | Leia Braunagel · Alemania · 51,29       | Liu Quantong China 50,10                                |
| Lanzamiento de martillo 3 kg (15 de julio)  | Amanda Almendáriz · Cuba · 71,12           | Yaritza Martínez · Cuba · 69,75         | Katsyarina Valadkevich · Bielorrusia · 68,17            |
| Lanzamiento de jabalina 500 g (16 de julio) | Marisleisys Duarthe · Cuba · 62,92 RC      | Cai Qing China 57,01                    | Dai Qiangqian China 54,96                               |
| Heptatlón (15 de julio)                     | María Vicente · España · 5612 pts.         | Johanna Siebler · Alemania · 5602 pts.  | Urte Bacianskaite · Lituania · 5467 pts.                |

- RC - Récord de campeonato.

### Mixto
| Evento                  | Oro | Plata                                                                                    | Bronce |
| ----------------------- | --- | ---------------------------------------------------------------------------------------- | --- |
| 4 × 400 m (16 de julio) | Brasil · Bruno B. da Silva (m) · Giovana R. dos Santos (f) · Jéssica Moreira (f) · Alison B. dos Santos (m) · 3:21,71 | Jamaica Shaquena Foote (f) Anthony Cox (m) Sanique Walker (f) Antonio Watson (m) 3:22,23 | Sudáfrica Gontse Morake (f) Retshidisitswe Mlenga (m) Zeney van der Walt (f) Sokwakhana Zazini (m) 3:24,45 |

## Medallero
| Núm. | País                          | Oro | Plata | Bronce | Total |
| ---- | ----------------------------- | --- | ----- | ------ | ----- |
| 1    | Sudáfrica                     | 5   | 3     | 3      | 11    |
| 2    | China                         | 5   | 2     | 4      | 11    |
| 3    | Cuba                          | 5   | 2     | 1      | 8     |
| 4    | Kenia                         | 4   | 7     | 4      | 15    |
| 5    | Etiopía                       | 4   | 3     | 5      | 12    |
| 6    | Alemania                      | 3   | 5     | 5      | 13    |
| 7    | Jamaica                       | 3   | 2     | 3      | 8     |
| 8    | Francia                       | 2   | 1     | 4      | 7     |
| 9    | Ucrania                       | 2   | 1     | 2      | 5     |
| 10   | Turquía                       | 1   | 1     | 1      | 3     |
| 11   | Ecuador                       | 1   | 1     | 0      | 2     |
| 11   | España                        | 1   | 1     | 0      | 2     |
| 13   | Brasil                        | 1   | 0     | 1      | 2     |
| 14   | Chile                         | 1   | 0     | 0      | 1     |
| 14   | República Checa               | 1   | 0     | 0      | 1     |
| 16   | Polonia                       | 0   | 2     | 0      | 2     |
| 17   | Atletas Neutrales Autorizados | 0   | 1     | 1      | 2     |
| 17   | Bielorrusia                   | 0   | 1     | 1      | 2     |
| 18   | Bulgaria                      | 0   | 1     | 0      | 1     |
| 19   | China Taipéi                  | 0   | 1     | 0      | 1     |
| 19   | Chipre                        | 0   | 1     | 0      | 1     |
| 19   | Guyana                        | 0   | 1     | 0      | 1     |
| 19   | India                         | 0   | 1     | 0      | 1     |
| 19   | Letonia                       | 0   | 1     | 0      | 1     |
| 25   | Colombia                      | 0   | 0     | 1      | 1     |
| 25   | Lituania                      | 0   | 0     | 1      | 1     |
| 25   | Islas Turcas y Caicos         | 0   | 0     | 1      | 1     |
| 25   | Rumania                       | 0   | 0     | 1      | 1     |
|      | TOTAL                         | 39  | 39    | 39     | 117   |

## Ausencias
La Federación de Atletismo de Estados Unidos (USTAF) decidió no enviar una delegación de atletas al evento debido a que el Departamento de Estado de los Estados Unidos ha considerado a Kenia como un lugar de riesgo por los altos índices de crimen y la amenaza de terrorismo. Tampoco asistieron delegaciones del Reino Unido, Canadá, Australia, Nueva Zelanda y Japón.